# Leo Honkala
Leo Honkala (né le 8 janvier 1933 à Oulu, Finlande, et mort le 17 mai 2015 à Oxelösund, Suède) est un lutteur finlandais spécialiste de la lutte gréco-romaine. 

## Biographie
Il participe aux Jeux olympiques d'été de 1952 dans la catégorie des poids mouche (-52 kg). Il y remporte la médaille de bronze.
Il devient policier après avoir mis un terme à sa carrière sportive avant d'émigrer en Suède à la fin des années 1960. Il est de 1980 à 1985 l'entraîneur de l'équipe de Suède de lutte. Il est démis de ses fonctions après qu'il fut découvert que Tomas Johansson se soit dopé lors des Jeux olympiques d'été de 1984 à Los Angeles avec la connaissance de Honkala. Honkala est lui-même convaincu de dopage lors des Championnats d'Europe vétérans d'haltérophilie en 2006 ; il est banni de ce sport.

## Palmarès

### Jeux olympiques
- Jeux olympiques de 1952 à Helsinki,  Finlande
  -  Médaille de bronze.